# Suore ancelle della Genitrice di Dio Vergine Immacolata Concezione
Le suore ancelle della Genitrice di Dio Vergine Immacolata Concezione (in polacco Siostry Służebniczki Bogarodzicy Dziewicy Niepokalanie Poczętej) sono un istituto religioso femminile di diritto pontificio: le suore di questa congregazione pospongono al loro nome la sigla B.D.N.P.

## Storia
Le congregazione deriva da quella delle ancelle dell'Immacolata Concezione delle Vergine Maria, istituita il 3 maggio 1850 a Gostyń da Edmund Bojanowski.
Dopo la morte del fondatore, le religiose stabilitesi in Slesia e in Galizia ruppero le relazioni con la casa generalizia di Jaszkowo e nel 1890, con l'approvazione del vescovo di Tarnów, Ignazio Łobos, anche alcune comunità facenti capo alla casa di Dębica si resero autonome e andarono a costituire una congregazione indipendente.
L'istituto ricevette il pontificio decreto di lode nel 1929 e le sue costituzioni furono approvate definitivamente dalla Santa Sede il 2 marzo 1937.

## Attività e diffusione
Le suore si dedicano all'educazione dei bambini, soprattutto negli asili, eal servizio ai poveri e agli ammalati.
Sono presenti in Bielorussia, in Bolivia, in Danimarca, in Germania, in Italia, in Polonia, in Russia, in Spagna, in Ucraina; la sede generalizia è a Dębica.
Alla fine del 2008 la congregazione contava 586 religiose in 92 case.